# Dismidila
Dismidila is een geslacht van vlinders van de familie van de grasmotten (Crambidae), uit de onderfamilie van de Midilinae. De wetenschappelijke naam en de beschrijving van dit geslacht zijn voor het eerst gepubliceerd in 1914 door Harrison Gray Dyar Jr.. Dyar beschreef ook de eerste soort uit het geslacht, Dismidila atoca uit Panama, die als typesoort is aangeduid.

## Soorten
- D. abrotalis (Walker, 1859)
- D. atoca Dyar, 1914
- D. drepanoides Munroe, 1970
- D. gnoma Munroe, 1970
- D. halia (Druce, 1900)
- D. hermosa Munroe, 1970
- D. obscura Munroe, 1970
- D. pallida Munroe, 1970
- D. regularis Munroe, 1970
- D. similis Munroe, 1970
- D. tocista Dyar, 1918
- D. vivashae Schaus, 1933